# Бујковци
Бујковци (мкд. Бујковци) су насеље у Северној Македонији, у северном делу државе. Бујковци припадају општини Илинден, која окупља источна предграђа Града Скопља.

## Географија
Бујковци су смештени у северном делу Северне Македоније. Од најближег већег града, Скопља, насеље је удаљено 22 km источно.
Насеље Бујковци је у оквиру историјске области Скопско поље, у његовом североисточном делу. Пар километара јужније протиче Вардар. Источно од насеља издиже се брежуљкаст крај Которци. Надморска висина насеља је приближно 300 m.
Месна клима је измењена континентална са мањим утицајем Егејског мора (жарка лета).

## Становништво
Бујковци су према последњем попису из 2002. године имали 946 становника.
Претежно становништво у насељу су етнички Македонци (68%), а остало су махом Цигани (31%).
Већинска вероисповест је православље.

## Привреда
Положај Бујковаца је један од најбољих у целој држави, пошто се село налази близу места где се на ауто-пут Београд-Солун надовезује северни излаз ка Скопљу.
Поред тога ту се налази рафинерија нафте - на источном ободу села.